# Estação Euston
A Estação de Euston (London Euston é o seu nome oficial), é uma grande estação ferroviária, ao norte do centro de Londres, no bairro londrino de Camden, e é o sétimo terminal ferroviário mais movimentado de Londres (por entradas e saídas). Trata-se de uma de 18 estações ferroviárias britânicas gerida pela Network Rail, e é a estação final sul da West Coast Main Line. Euston é a principal entrada de Londres para o West Midlands, do Noroeste, no Norte de Gales e Escócia.  Exemplos de destinos som  Birmingham, Coventry, Stoke-on-Trent, Holyhead, Liverpool, Manchester, Preston, Blackpool, Carlisle e Glasgow.

## História
Euston foi a primeira estação ferroviária intermunicipal de Londres. Foi inaugurada em 20 de julho de 1837 como o terminal da London and Birmingham Railway (L&BR). O antigo prédio da estação foi demolido na década de 1960 e substituído pelo atual edifício no estilo internacional moderno.

## Serviços da National Rail
Euston tem serviços de quatro operadoras de trem diferentes:
Avanti West Coast opera serviços InterCity West Coast.
London Northwestern Railway opera serviços regionais e de passageiros.

## Estação do Metrô de Londres
Euston foi mal servido pela primeira rede do metrô de Londres. A estação mais próxima na linha Metropolitan era a Gower Street, a cerca de cinco minutos a pé. Uma conexão permanente não apareceu até 12 de maio de 1907, quando a City & South London Railway abriu uma extensão a oeste da Angel. A Charing Cross, Euston & Hampstead Railway abriu uma estação adjacente em 22 de junho do mesmo ano; essas duas estações agora fazem parte da linha Northern. A estação Gower Street foi rapidamente renomeada Euston Square em resposta. Uma conexão com a linha Victoria foi aberta em 1 de dezembro de 1968.
A rede subterrânea em torno de Euston está planejada para mudar dependendo da construção de High Speed 2. Transport for London (TfL) planeja mudar a rota protegida para a proposta linha Chelsea–Hackney para incluir Euston entre Tottenham Court Road e King's Cross St Pancras. Como parte do trabalho de reconstrução de High Speed 2, propõe-se integrar Euston e Euston Square em uma única estação de metrô.